# Козацькі війська
Козацькі війська — збройні формування козацтва. Відомі з початку XVIст.: тоді старости південних земель Великого князівства Литовського комплектували з козаків роти і поселяли на території своїх староств. З набуттям необхідного військового досвіду і розвитком козацького бойового мистецтва козаки не лише відбивали напади, а й організовували сухопутні та морські походи у володіння Кримського ханства й Османської імперії.
Козачі війська пізніше входили до складу збройних сил ряду держав (Річ Посполита, Московське царство, Османська імперія, Російська імперія, УНР, РРФСР). 15-й козачий кавалерійський корпус СС діяв як частина Вермахту під час Другої світової війни.

## Козацькі січі

### Запорізькі січі
Протягом існування Війська Низового, його осередками у різний час були 8 Запорозьких січей:
- Хортицька — 1556—1557 роки
- Томаківська — 70-80 роки XVI ст.
- Базавлуцька — 1593—1638 роки
- Микитинська — 1639—1652 роки
- Чортомлицька — 1652—1709 роки
- Кам'янська — 1709—1711, 1730—1734 роки
- Олешківська — 1711—1728 роки
- Нова (Підпільненська) Січ — 1734—1775 роки.

### Закордонні січі
- Задунайська січ
- Кубанська січ
- Донська січ